# Суклея
Суклея (рос. Суклея, рум. Sucleia) — село у Слободзейському районі Молдови (невизнана Придністровська Молдавська Республіка). Одне з найбільших поселень в Придністров'ї. Входить до складу Тираспольсько-Бендерської агломерації.
Істотну частину населення складають етнічні українці (30,5%).

## Географія
Суклея — приміське село, що межує з Тирасполем. Село розташоване в центральній частині району, на лівому березі р. Дністер, на трасі Тирасполь-Дністровськ, за 10 км від районного центру та за 4 км від залізничної станції Тирасполь.

## Етимологія
Найбільш ймовірним є походження назви від назви татарського житла — «сакля», яке було принесено з Криму.

## Історія
Станом на 1886 рік у селі Слободзейської волості Тираспольського повіту Херсонської губернії, мешкало 1099 осіб, налічувалось 211 дворових господарств, існували православна церква та школа.

## Люди
В селі народилися:
- Апостолов Мефодій Максимович (1915—2005) — молдавський радянський актор.
- Константинов Костянтин Тимофійович (1915—2003) — молдовський актор театру і кіно.